# Reinher della Torre
Reinher della Torre (da Torre) († 9. November 1209 in Chur) war von 1194 bis zu seinem Tod Bischof von Chur.

## Leben
Reinher, Sohn des Alcherius, entstammte einem italienischen Adelsgeschlecht, den Mailänder Patriziern Torriani, das seit 1173 die Gerichtsbarkeit im Bleniotal besass. Er wurde vermutlich 1194 Bischof von Chur. Reinher, der die churrätischen Alpenpässe kontrollierte, stand im Thronfolgestreit auf der Seite der Staufer, erkannte aber 1208, nach dem Tod Philipps von Schwaben, den Welfen Otto IV. an. 1209 übertrug er Otto die Vogtei über das Hochstift und wurde im Gegenzug von Reichsdienst und Heerfahrt befreit. Obwohl seine Teilnahme am Romzug Ottos 1209 in Chroniken erwähnt wurde, ist sie nicht durch Urkunden belegt.